# Antonio Novelli

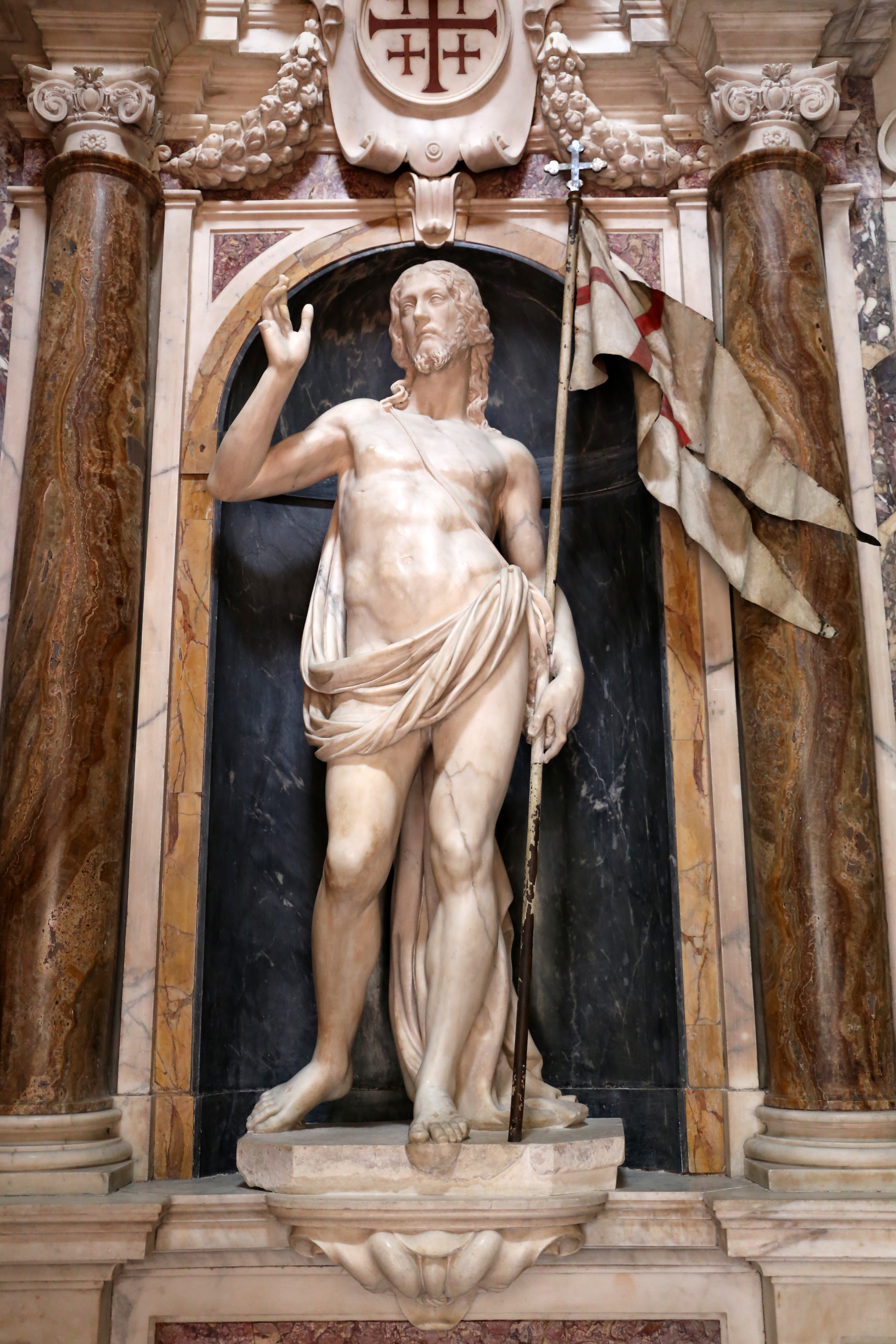
Cristo risorto, monumento Novelli, convento di San Marco, Firenze (1640-1641 circa)

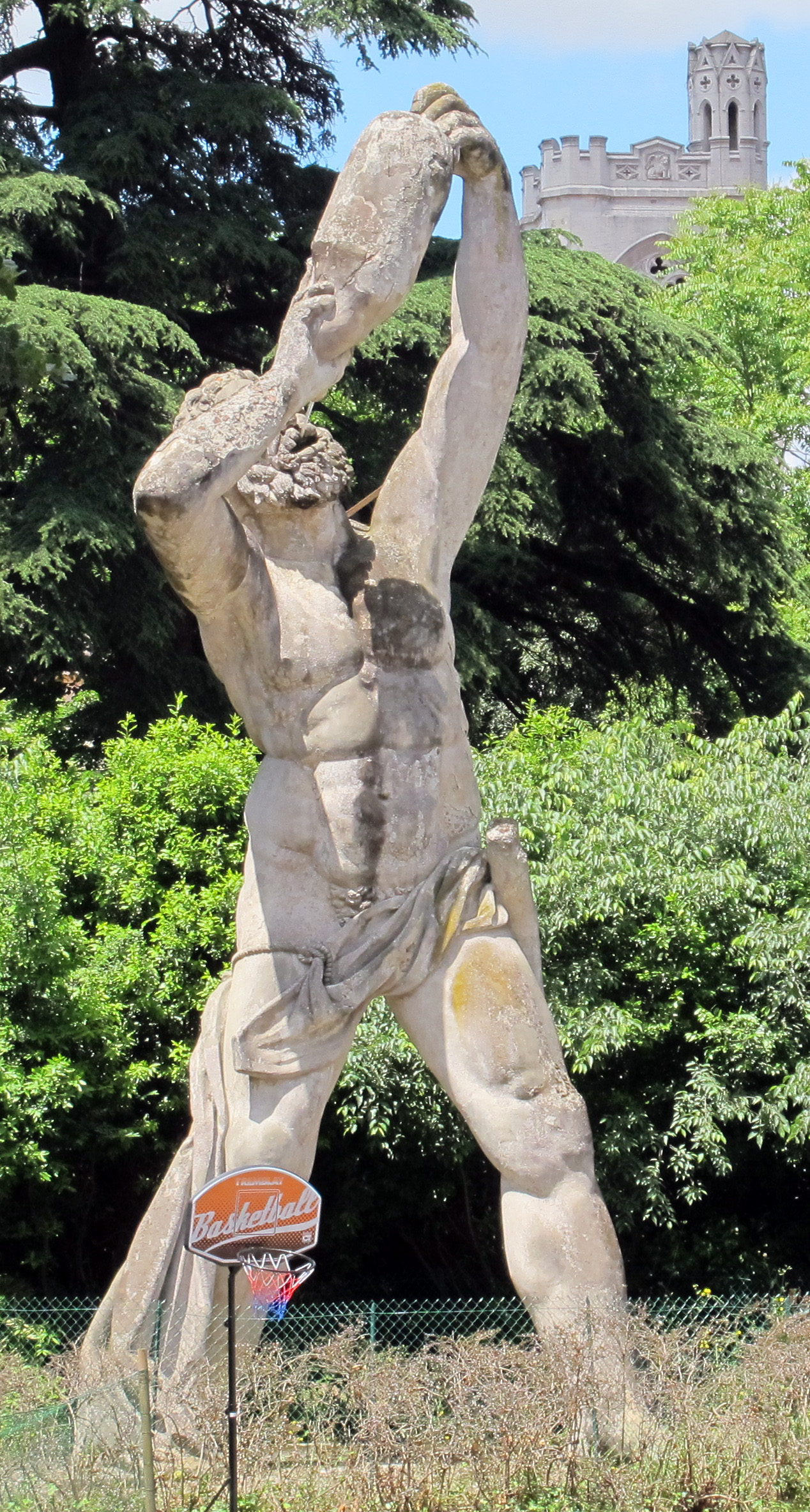
Statua colossale di Polifemo, Orti Oricellari, Firenze

Antonio Novelli (Castelfranco di Sotto, 1º ottobre 1599 – Firenze, 16 settembre 1662) è stato uno scultore italiano.

## Biografia
Nato in un'antica famiglia di Castelfranco di Sotto, studiò materie umanistiche e musica e successivamente pittura, avendo forse come maestro Cristofano Allori. Si rivolse anche alla scultura, occupazione che non era presente a Castelfranco. A quindici anni fu inviato a Firenze dall'architetto Gherardo Silvani, che era anche scultore. Nel 1618 entrò nella bottega di Agostino Ubaldini, con cui instaurò un rapporto di collaborazione, per cui entrò nel facimento di quasi tutte le statue opera della bottega e ne realizzò alcune per conto suo, fra cui un putto di marmo a grandezza naturale, che oggi si trova nella vasca della Grotta di Mosè nel cortile di Palazzo Pitti.
Verso il 1625 fu incaricato del completamento del sepolcro Paladini nella chiesa di Santa Felicita e ciò diede forse a Novelli l'occasione di entrare in rapporto con Maria Maddalena d'Austria, che probabilmente aveva finanziato l'opera.
La prima opera realizzata con certezza dal solo Novelli, completata fu lo stemma di pietra bigia sul palazzo Pasquali, terminato prima del 24 settembre 1626.
Nel gennaio 1627, Novelli iniziò a lavorare agli stucchi di una loggia di Palazzo Pitti, che successivamente divenne la sala della Stufa. In quest'opera realizzò quattro coppie di putti e otto medaglioni con ritratti di celebri sovrani.
Tra il 1627 e il 1630 scolpì due statue destinate alla cappella di San Sebastiano di patronato dei Pucci. Negli stessi anni Alfonso Altoviti gli commissionò opere in bronzo: due rilievi con la Flagellazione e Coronazione di spine e un Crocifisso con due angeli.
Il 13 agosto 1628 fu ammesso nell'Accademia del disegno, in cui disimpegnerà vari incarichi.
Alla morte di Altoviti (18 febbraio 1631) gli fu chiesto di intagliare il busto del defunto per il sepolcro di Alfonso nella chiesa dei Santi Cosma e Damiano al Vivaio, a Incisa Valdarno. L'opera è oggi esposta a Ottawa, alla National Gallery of Canada.
L'11 ottobre 1635, il giovane granduca Ferdinando II de' Medici diede a Novelli un'importante commissione: il marmo della Legge Mosaica, per la Grotta di Mosè nel cortile di Palazzo Pitti, dove ancora si trova.
Uno dei vertici dell'opera di Novelli è il Cristo risorto che si trova nella sacrestia della basilica fiorentina di San Marco, su incarico di Angelo Ganucci. Fu completato poco prima del 22 febbraio 1641.
Fu attivo poi nella cappella Del Rosso della chiesa dei Santi Michele e Gaetano, il principale cantiere barocco di Firenze.
Antonio Novelli si dedicò anche al restauro antiquario di statuaria antica.
Una svolta si ebbe quando Giovan Carlo de' Medici, divenuto cardinale, volle portare con sé a Roma Antonio Novelli. Qui fu artefice del busto di Filippo Niccolini (1645), della grotta del giardino di via della Scala (1645), di una Maddalena, notevole soprattutto per l'abilità virtuosistica con cui sono resi i capelli, (1649) che un emissario di Cristina di Svezia acquistò e portò a Stoccolma; è oggi esposta al Museo Nazionale.
Nel 1651 tornò a Firenze per lavorare alla cappella Pucci e successivamente (1655) per realizzare il ciborio della basilica della Santissima Annunziata. L'ultimo suo lavoro noto è un colossale Atlante per i giardini di Boboli.
Morì a Firenze e fu sepolto nella chiesa di San Jacopo Soprarno.